# For the moment
«For the moment» es el cuarto sencillo del grupo de origen japonés Every Little Thing lanzado el 4 de junio de 1997. Fue el primer sencillo del grupo que debutó en el #1 en los charts de Oricon (en gran parte ayudado por el álbum que hace poco a tiempo habían lanzado, el álbum everlasting).

## Canciones
1. «For the moment»
2. «For the moment» (Remix 7.00)
3. «For the moment» (Instrumental)

- Datos: Q3273515